# Innersttjärnen (Malå socken, Lappland)
Innersttjärnen är en sjö i Malå kommun i Lappland och ingår i Umeälvens huvudavrinningsområde.